# Шалигинська селищна територіальна громада
Шалигинська селищна територіальна громада — територіальна громада в Україні, у Шосткинському районі Сумської області. Адміністративний центр — селище Шалигине.
Площа громади — 257,52 км², населення — 4116 мешканців (2018).
Утворена 12 серпня 2016 року шляхом об'єднання Шалигинської селищної ради та Сварківської, Соснівської, Стариківської, Ходинської сільських рад Глухівського району.
19 липня 2020 року, в результаті адміністративно-територіальної реформи та ліквідації Глухівського району, громада увійшла до складу новоутвореного Шосткинського району.

## Населені пункти
До складу громади входять 1 селище (Шалигине) і 9 сіл: Вовківка, Гудове, Ємадичине, Катеринівка, Сваркове, Соснівка, Старикове, Ходине та Черневе.